# Bólido de Tunguska
El bólido de Tunguska (Тунгусский метеорит, Tungusky meteórit) (también, evento de Tunguska) fue una gran explosión que ocurrió cerca del río Podkamennaya Tunguska en la gobernación de Yeniseisk (ahora Krai de Krasnoyarsk), Rusia, en la mañana del 30 de junio de 1908 (NS). La explosión sobre la taiga siberiana oriental escasamente poblada aplastó aproximadamente 80 millones de árboles en un área de 2150 km² de bosque, y los informes de testigos sugieren que al menos tres personas pudieron haber muerto en el evento. La explosión generalmente se atribuye a la explosión de aire de un meteoroide. Se clasifica como un evento de impacto, aunque no se haya encontrado nunca un cráter de impacto; se cree que el objeto se desintegró a una altitud de 5 a 10 kilómetros en lugar de haber golpeado la superficie de la Tierra.
Debido a la lejanía del lugar y la instrumentación limitada disponible en el momento del evento, las interpretaciones científicas modernas de su causa y magnitud se han basado principalmente en evaluaciones de daños y estudios geológicos realizados muchos años después del hecho. Los estudios han arrojado diferentes estimaciones del tamaño del meteoroide, del orden de 50 a 190 metros, dependiendo de si el cuerpo ingresó a baja o alta velocidad. Se estima que la onda de choque del estallido de aire habría medido 5,0 en la escala de magnitud de Richter, y las estimaciones de su energía oscilaron entre 3 y 30 megatones de TNT (13-126 petajulios). Una explosión de esta magnitud sería capaz de destruir una gran área metropolitana. Desde el evento de 1908, se han publicado aproximadamente mil artículos académicos (la mayoría en ruso) sobre la explosión de Tunguska. En 2013, un equipo de investigadores publicó los resultados de un análisis de micro-muestras de una turbera cerca del centro del área afectada que muestra fragmentos que pueden ser de origen meteorítico.
El fenómeno no ha dejado de suscitar investigaciones. A junio de 2020, un estudio publicado en Monthly Notices of the Royal Astronomical Society propone una nueva hipótesis explicativa, donde se narra que se trataría de un gran asteroide de hierro que habría ingresado a la atmósfera a una altitud relativamente baja para luego volver a salir de ella y cuya onda de choque arrasó parte de la superficie terrestre.
El evento de Tunguska es el mayor evento registrado de impacto en la Tierra en la historia, aunque se han producido impactos mucho mayores en tiempos prehistóricos. Se ha mencionado en numerosas ocasiones en la cultura popular y también ha inspirado la discusión en el mundo real sobre las estrategias de mitigación de asteroides.

## Geografía del sitio

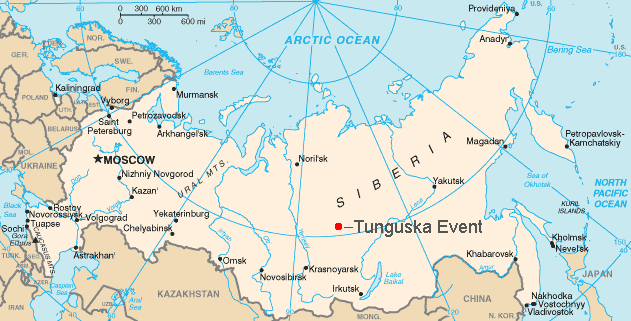
Situación geográfica del evento.

El sitio del evento está ubicado en la meseta central siberiana, próximo al río Tunguska Pedregoso (Podkámennaya Tunguska). Administrativamente está ubicado en el krai de Krasnoyarsk, en Rusia, en una región llamada Evenkía que hasta 2007 tenía el estatus de distrito autónomo.
Su clima es un clima continental subpolar (Dfc) caracterizado por veranos muy breves e inviernos prolongados muy rigurosos con alta amplitud térmica estacional; con mínimas en invierno de -60 °C en y máximas en verano de hasta +40 °C. El permafrost en la zona tiene un carácter discontinuo. El bioma dominante es la taiga, un bosque de coníferas. El río Tunguska Pedregoso discurre de este a oeste, de manera paralela a los ríos Tunguska Inferior (al norte) y Angará (al sur), todos importantes afluentes del río Yeniséi. En 1995 se creó una reserva natural de casi 300 000 ha que incluye la zona del evento.
La etnia evenki (anteriormente denominada "tungus") es originaria de esta región.
Evenkia es un distrito con una densidad de población muy baja (0,02 habitantes por kilómetro cuadrado). La localidad más cercana al sitio del evento es Vanavara (en ruso: Ванавара), una pequeña población rural que contaba en el año 2017 con 2.906 habitantes.
No hay carreteras que sean transitables durante todo el año. El principal medio de transporte es la navegación fluvial y se realiza solo unas pocas semanas al año.

## Historia del suceso
El 30 de junio de 1908 (citado en Rusia como el 17 de junio de 1908 del calendario juliano, antes de la implantación del calendario soviético en 1918), alrededor de las 07:17 hora local, los nativos evenki y los colonos rusos en las colinas al noroeste del lago Baikal observaron una columna de luz azulada, casi tan brillante como el Sol, cruzando el cielo. Unos diez minutos después, hubo un destello y un sonido similar al fuego de artillería. Testigos presenciales más cercanos a la explosión informaron que la fuente del sonido se movió del este al norte de ellos. Los sonidos fueron acompañados por una onda de choque que derribó a las personas y rompió ventanas a cientos de kilómetros de distancia.

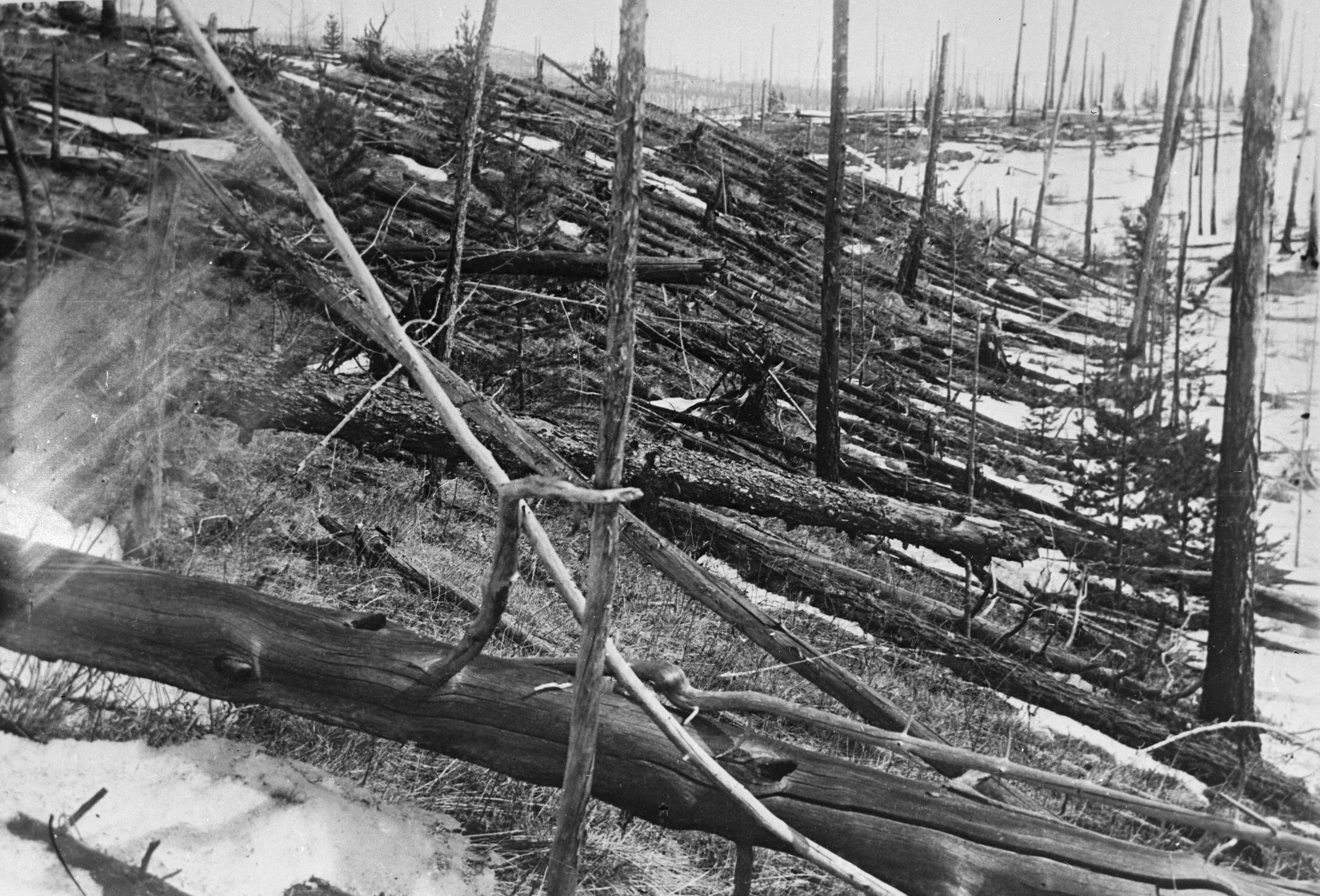
Fotografía sobre los campos de Tunguska, después del evento meteorítico.

La explosión se registró en estaciones sísmicas en toda Eurasia, y se detectaron ondas de aire de la explosión en Alemania, Dinamarca, Croacia, el Reino Unido, e incluso hasta Batavia y Washington D. C. Se estima que, en algunos lugares, la onda del impacto resultante fue equivalente a un terremoto de magnitud 5.0 en la escala de Richter. Durante los días siguientes, los cielos nocturnos en Asia y Europa brillaron, con informes contemporáneos de fotografías tomadas con éxito a la medianoche en Suecia y Escocia. Se ha teorizado que este efecto se debió a que la luz pasó a través de partículas de hielo a gran altitud que se habían formado a temperaturas extremadamente bajas, un fenómeno que muchos años después fue reproducido por los transbordadores espaciales. En los Estados Unidos, un programa del Observatorio Astrofísico Smithsoniano en el Observatorio Mount Wilson en California observó una disminución de meses en la transparencia atmosférica consistente con un aumento en las partículas de polvo en suspensión.

### Testimonios
Aunque la región de Siberia en la que ocurrió la explosión estaba muy poco poblada en 1908, existen relatos del evento de testigos presenciales que se encontraban en los alrededores en ese momento. Los periódicos regionales también informaron el evento poco después de que ocurriera.
Según el testimonio de S. Semenov, como fue registrado por la expedición del mineralogista ruso Leonid Kulik en 1930:

A la hora del desayuno estaba sentado junto a la casa de postas en Vanavara [aproximadamente 65 kilómetros al sur de la explosión], mirando hacia el norte. [...] De repente vi que directamente hacia el norte, sobre la carretera Tunguska de Onkoul, el cielo se partió en dos y apareció un fuego a lo alto y ancho sobre el bosque [como mostró Semenov, unos 50 grados arriba en la nota de expedición]. La división en el cielo se hizo más grande y todo el lado norte estaba cubierto de fuego. En ese momento me puse tan caliente que no pude soportarlo, como si mi camisa estuviera en llamas; del lado norte, donde estaba el fuego, llegó un fuerte calor. Quería arrancarme la camisa y tirarla abajo, pero luego el cielo se cerró y sonó un fuerte golpe y me arrojaron unos metros. Perdí el sentido por un momento, pero luego mi esposa salió corriendo y me llevó a casa. Después de ese ruido, como si cayeran rocas o dispararan cañones, la Tierra se sacudió, y cuando estuve en el suelo, presioné mi cabeza hacia abajo, temiendo que las rocas la aplastaran. Cuando el cielo se abrió, el viento caliente corrió entre las casas, como de los cañones, que dejaron rastros en el suelo como caminos, y dañaron algunos cultivos. Más tarde vimos que muchas ventanas estaban rotas, y en el granero, una parte de la cerradura de hierro se rompió.

Testimonio de Chuchan de la tribu Shanyagir, según lo registrado por I. M. Suslov en 1926:

Teníamos una cabaña junto al río con mi hermano Chekaren. Estábamos durmiendo. De repente, los dos nos despertamos al mismo tiempo. Alguien nos empujó. Escuchamos silbidos y sentimos un fuerte viento. Chekaren dijo: "¿Puedes oír a todos esos pájaros volando por encima?". Ambos estábamos en la cabaña, no podía ver lo que estaba pasando afuera. De repente, me empujaron de nuevo, esta vez con tanta fuerza que caí al fuego. Me asusté. Chekaren también se asustó. Comenzamos a llorar por padre, madre, hermano, pero nadie respondió. Hubo ruido más allá de la cabaña, pudimos escuchar la caída de los árboles. Chekaren y yo salimos de nuestros sacos de dormir y quisimos salir corriendo, pero entonces un trueno golpeó. Este fue el primer trueno. La Tierra comenzó a moverse y a sacudirse, el viento golpeó nuestra cabaña y la derribó. Mi cuerpo fue empujado hacia abajo por palos, pero mi cabeza estaba despejada. Entonces vi una maravilla: los árboles caían, las ramas ardían, se ponía muy brillante, ¿cómo puedo decir esto?. Como si hubiera un segundo sol, me dolían los ojos, incluso los cerré. Era como lo que los rusos llaman rayo. E inmediatamente hubo un fuerte trueno. Este fue el segundo trueno. La mañana era soleada, no había nubes, nuestro sol brillaba como siempre, y de repente llegó una otra onda.

Chekaren y yo tuvimos algunas dificultades para salir de debajo de los restos de nuestra cabaña. Luego vimos eso arriba, pero en un lugar diferente, hubo otro destello y se escucharon fuertes truenos. Este fue el tercer trueno. El viento vino de nuevo, nos derribó, golpeó los árboles caídos.
Observamos los árboles caídos, vimos cómo se arrancaban las copas de los árboles, observamos los fuegos. De repente, Chekaren gritó: "Mira hacia arriba" y señaló con la mano. Miré allí y vi otro destello, e hizo otro trueno. Pero el ruido era menor que antes. Este fue el cuarto golpe, como un trueno normal.

Ahora recuerdo bien que también hubo un trueno más, pero fue pequeño, y en algún lugar lejano, donde el Sol se duerme.

Extracto del periódico Sibir, 2 de julio de 1908:

En la mañana del 17 de junio, alrededor de las 9:00, observamos una ocurrencia natural inusual. En el pueblo de Karelinski del norte [200 verstas al norte de Kirensk], los campesinos vieron al noroeste, bastante por encima del horizonte, un cuerpo celestial de color blanco azulado extrañamente brillante (imposible de ver), que durante 10 minutos se movió hacia abajo. El cuerpo apareció como un "tubo", es decir, un cilindro. El cielo no tenía nubes, solo se observó una pequeña nube oscura en la dirección general del cuerpo brillante. Hacía calor y estaba seco. A medida que el cuerpo se acercaba al suelo (bosque), el cuerpo brillante parecía mancharse, y luego se convirtió en una ola gigante de humo negro, y se escuchó un fuerte golpe (no un trueno) como si cayeran grandes piedras o se disparara artillería. Todos los edificios temblaron. Al mismo tiempo, la nube comenzó a emitir llamas de formas inciertas. Todos los aldeanos se asustaron de pánico y salieron a las calles, las mujeres lloraron, pensando que era el fin del mundo. Mientras tanto, el autor de estas líneas estaba en el bosque a unas 6 verstas al norte de Kirensk y escuchó al noreste una especie de bombardeo de artillería, que se repitió en intervalos de 15 minutos al menos 10 veces. En Kirensk, en algunos edificios en las paredes orientadas al noreste, el cristal de la ventana se sacudió.

Extracto del periódico Siberian Life, 27 de julio de 1908:

Cuando cayó el meteorito, se observaron fuertes temblores en el suelo, y cerca de la aldea Lovat de Kansk uezd se escucharon dos fuertes explosiones, como de artillería de gran calibre.

Periódico Krasnoyaretz, 13 de julio de 1908:

Kezhemskoe. El día 17 se observó un evento atmosférico inusual. A las 7:43 se escuchó el ruido similar a un fuerte viento. Inmediatamente después sonó un golpe horrible, seguido de un terremoto que literalmente sacudió los edificios como si fueran golpeados por un gran tronco o una roca pesada. El primer golpe fue seguido por un segundo, y luego un tercero. Luego, el intervalo entre el primer y el tercer golpe fue acompañado por un ruido subterráneo inusual, similar a un ferrocarril en el que viajan docenas de trenes al mismo tiempo. Luego, durante 5 a 6 minutos se escuchó una semejanza exacta del fuego de artillería: 50 a 60 salvamentos en intervalos cortos e iguales, que se debilitaron progresivamente. Después de 1.5 a 2 minutos después de uno de los "bombardeos", se escucharon seis golpes más, como disparos de cañón, pero individuales, fuertes y acompañados de temblores.

El cielo, a primera vista, parecía estar despejado. No había viento ni nubes. Tras una inspección más cercana hacia el norte, es decir, donde se escucharon la mayoría de los golpes, se vio una especie de nube de ceniza cerca del horizonte, que se hizo más pequeña y más transparente y posiblemente alrededor de las 14:00-15:00 completamente desaparecido.

La trayectoria de Tunguska y las ubicaciones de cinco aldeas proyectadas en un plano normal a la superficie de la Tierra y que pasan por el camino de aproximación de la bola de fuego. La escala viene dada por una altura inicial adoptada de 100 km. Se suponen tres ángulos cenitales ZR del radiante aparente y las trayectorias trazadas por las líneas continua, discontinua y punteada, respectivamente. Los datos entre paréntesis son las distancias de las ubicaciones desde el plano de proyección: un signo más indica que la ubicación está al sursudoeste del avión; un signo menos, norte-noreste al este. La transliteración de los nombres de las aldeas en esta figura y el texto es consistente con la del Documento I y difiere un poco de la transliteración en los atlas mundiales actuales.

## Investigaciones científicas
No fue sino hasta más de una década después del evento que se realizó un análisis científico de la región, en parte debido al aislamiento del área y las crisis políticas que afectaban a Rusia durante principios del siglo XX. En 1921, el mineralogista ruso Leonid Kulik dirigió un equipo a la cuenca del río Podkamennaya Tunguska para realizar una encuesta para la Academia de Ciencias Soviética. Aunque nunca visitaron el área central de la explosión, las numerosas cuentas locales del evento llevaron a Kulik a creer que la explosión había sido causada por un impacto de meteorito gigante. Al regresar, persuadió al gobierno soviético para que financiara una expedición a la zona de impacto sospechosa, basándose en la perspectiva de salvar el hierro meteórico.

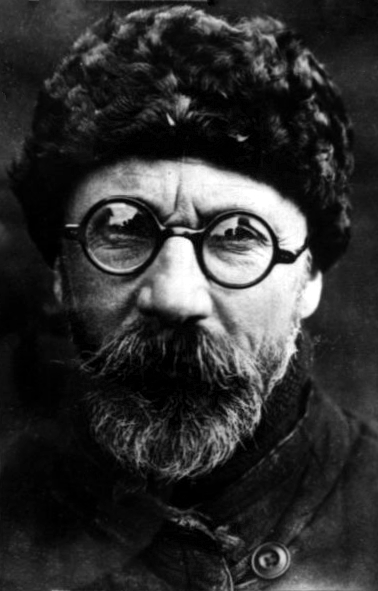
Leonid Alekseyevich Kulik, experto en mineralogía, principal investigador del bólido de Tunguska.

Kulik dirigió una expedición científica al sitio de la explosión de Tunguska en 1927. Contrató a los cazadores evenki locales para guiar a su equipo al centro del área de la explosión, donde esperaban encontrar un cráter de impacto. Para su sorpresa, no se encontró ningún cráter en la zona cero. En su lugar, encontraron una zona, de aproximadamente 8 kilómetros de diámetro, donde los árboles estaban chamuscados y desprovistos de ramas, pero aún de pie. Los árboles más distantes del centro habían sido parcialmente quemados y derribados en una dirección alejada del centro, creando un gran patrón radial de árboles caídos.
En la década de 1960, se estableció que la zona de bosque nivelado ocupaba un área de 2 150 km², su forma se asemeja a una gigantesca mariposa de águila extendida con una "envergadura" de 70 km y una "longitud del cuerpo" de 55 km. Tras un examen más detallado, Kulik localizó agujeros que concluyó erróneamente que eran agujeros de meteoritos; en ese momento no tenía los medios para excavar los agujeros.
Durante los siguientes 10 años, hubo tres expediciones más a la zona. Kulik encontró varias docenas de pequeños pantanos de "baches", cada uno de 10 a 50 metros de diámetro, que pensó que podrían ser cráteres meteóricos. Después de un laborioso ejercicio para drenar uno de estos pantanos (el llamado "cráter de Suslov", de 32 m de diámetro), encontró un viejo tocón de árbol en el fondo, descartando la posibilidad de que fuera un cráter meteórico. En 1938, Kulik organizó un estudio fotográfico aéreo del área que cubre la parte central del bosque nivelado (250 kilómetros cuadrados). Los negativos originales de estas fotografías aéreas (1 500 negativos, cada uno de 18 por 18 centímetros) fueron quemados en 1975 por orden de Yevgeny Krinov, entonces Presidente del Comité de Meteoritos de la Academia de Ciencias de la URSS, como parte de una iniciativa para eliminar la película de nitrato peligrosa. Se conservaron impresiones positivas para su posterior estudio en la ciudad siberiana de Tomsk.
Las expediciones enviadas al área en las décadas de 1950 y 1960 encontraron esferas microscópicas de silicato y magnetita en los tamices del suelo. Se pronosticaron esferas similares en los árboles talados, aunque no pudieron detectarse por medios contemporáneos. Expediciones posteriores identificaron tales esferas en la resina de los árboles. El análisis químico mostró que las esferas contenían altas proporciones de níquel en relación con el hierro, que también se encuentra en meteoritos, lo que lleva a la conclusión de que son de origen extraterrestre. También se encontró que la concentración de las esferas en diferentes regiones del suelo es consistente con la distribución esperada de escombros de un estallido de aire meteoroide. Estudios posteriores de las esferas encontraron proporciones inusuales de numerosos otros metales en relación con el medio ambiente circundante, lo que se tomó como evidencia adicional de su origen extraterrestre.
El análisis químico de las turberas del área también reveló numerosas anomalías consideradas consistentes con un evento de impacto. Se encontró que el isótopo trazador de carbono, hidrógeno y nitrógeno en la capa de los pantanos correspondientes a 1908 eran inconsistentes con las proporciones isotópicas medidas en las capas adyacentes, y esta anormalidad no se encontró en los pantanos ubicados fuera del área. La región de los pantanos que muestra estas firmas anómalas también contiene una proporción inusualmente alta de iridio, similar a la capa de iridio que se encuentra en el límite Cretáceo-Paleógeno. Se cree que estas proporciones inusuales son el resultado de los escombros del cuerpo que cae que se depositó en los pantanos. Se cree que el nitrógeno se depositó en forma de lluvia ácida, una posible consecuencia de la explosión.
El investigador John Anfinogenov ha sugerido que una roca encontrada en el sitio del impacto, conocida como la piedra de John, es un remanente del meteorito, pero el análisis de isótopos de oxígeno de la cuarcita sugiere que es de origen hidrotermal, y probablemente relacionada con el magmatismo de las traps siberianas pérmico-triásico.

### Modelo de impacto en la Tierra
La principal explicación científica de la explosión es la explosión de aire de un asteroide a 6–10 km sobre la superficie de la Tierra.

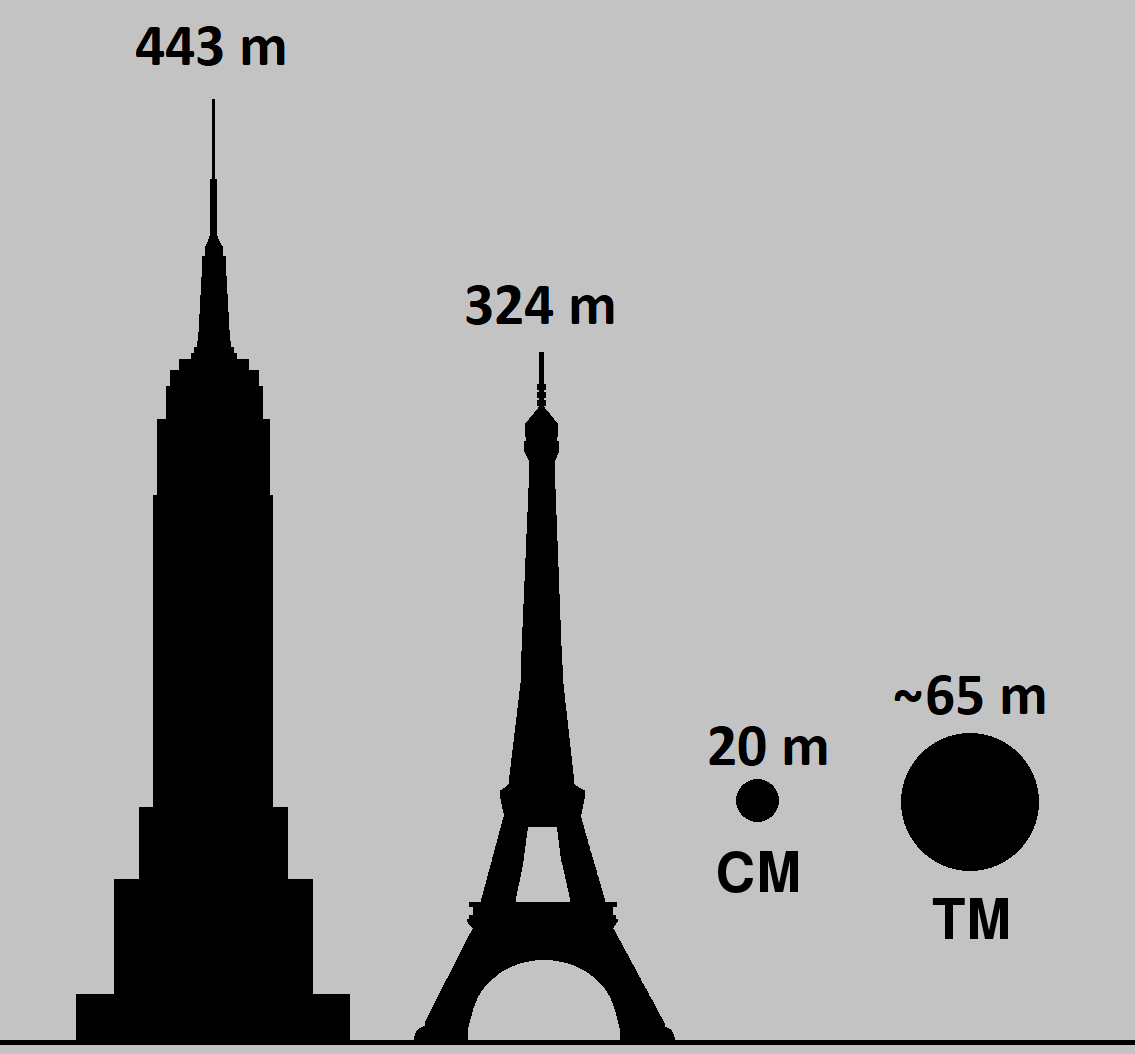
Comparación de posibles tamaños de meteoritos Tunguska (marca TM) y Cheliábinsk (CM) con la Torre Eiffel y el Empire State Building.

Los meteoritos ingresan a la atmósfera de la Tierra desde el espacio exterior todos los días, viajando a una velocidad de al menos 11 km/s. El calor generado por la compresión del aire frente al cuerpo (presión del ariete) a medida que viaja a través de la atmósfera es inmenso y la mayoría de los meteoritos se queman o explotan antes de llegar al suelo. Las primeras estimaciones de la energía del estallido de aire de Tunguska variaron de 10 a 15 megatones de TNT (42–63 petajulios) a 30 megatones de TNT (130 PJ), dependiendo de la altura exacta de la explosión como se estima cuando se emplean las leyes de escala de los efectos de las armas nucleares. Los cálculos más recientes que incluyen el efecto del impulso del objeto encuentran que se concentró más energía hacia abajo de lo que sería el caso de una explosión nuclear y estiman que la explosión de aire tuvo un rango de energía de 3 a 5 megatones de TNT (13 a 21 PJ). La estimación de 15 megatones (Mt) representa una energía aproximadamente 1 000 veces mayor que la de la bomba de Hiroshima, y aproximadamente igual a la de la prueba nuclear Castle Bravo de los Estados Unidos en 1954 (que midió 15,2 Mt) y un tercio de la prueba de la Bomba del Zar de la Unión Soviética en 1961. Un artículo de 2019 sugiere que el poder explosivo del evento de Tunguska pudo haber sido de alrededor de 20-30 megatones.
Desde la segunda mitad del siglo XX, el monitoreo cercano de la atmósfera de la Tierra a través de la observación de infrasonidos y satélites ha demostrado que estallidos de asteroides con energías comparables a las de las armas nucleares ocurren rutinariamente, aunque eventos del tamaño de Tunguska, del orden de 5-15 megatones son mucho más raros. Eugene Shoemaker estimó que los eventos de 20 kilotones ocurren anualmente y que los eventos del tamaño de Tunguska ocurren aproximadamente una vez cada 300 años. Estimaciones más recientes ubican eventos del tamaño de Tunguska aproximadamente una vez cada mil años, con un promedio de ráfagas de aire de 5 kilotones una vez al año. Se cree que la mayoría de estas explosiones de aire son causadas por impactadores de asteroides, a diferencia de los materiales cometarios mecánicamente más débiles, en función de sus profundidades de penetración típicas en la atmósfera de la Tierra. La explosión de aire de asteroide más grande que se observó con instrumentos modernos fue el meteorito de Cheliábinsk de 500 kilotones en 2013, que destrozó ventanas y produjo meteoritos.

#### Patrón de explosión
El efecto de la explosión en los árboles cerca del hipocentro de la explosión fue similar a los efectos de la Operación Blowdown. Estos efectos son causados por la onda expansiva producida por grandes explosiones de aire. Los árboles directamente debajo de la explosión se despojan a medida que la onda expansiva se mueve verticalmente hacia abajo, pero permanecen de pie, mientras que los árboles más alejados son derribados porque la onda expansiva se desplaza más cerca de la horizontal cuando los alcanza.
Los experimentos soviéticos realizados a mediados de la década de 1960, con bosques modelo (hechos de fósforos en estacas de alambre) y pequeñas cargas explosivas deslizadas hacia abajo sobre los cables, produjeron patrones de explosión en forma de mariposa similares al patrón encontrado en el sitio de Tunguska. Los experimentos sugirieron que el objeto se había acercado en un ángulo de aproximadamente 30 grados desde el suelo y 115 grados desde el norte y había explotado en el aire.

#### ¿Asteroide o cometa?
En 1930, el astrónomo británico F. J. W. Whipple sugirió que el cuerpo de Tunguska era un pequeño cometa. Un cometa está compuesto de polvo y volátiles, como hielo de agua y gases congelados, y podría haberse vaporizado completamente por el impacto con la atmósfera de la Tierra, sin dejar rastros obvios. La hipótesis del cometa fue respaldada por los cielos brillantes (o "resplandores del cielo" o "noches brillantes") observados en Eurasia durante varias noches después del impacto, que posiblemente se explican por el polvo y el hielo que se había dispersado desde la cola del cometa en la parte superior de la atmósfera. La hipótesis cometaria ganó una aceptación general entre los investigadores soviéticos de Tunguska en la década de 1960.
En 1978, el astrónomo eslovaco Ľubor Kresák sugirió que el cuerpo era un fragmento del cometa Encke. Este es un cometa periódico con un período extremadamente corto de tres años que permanece completamente dentro de la órbita de Júpiter. También es responsable de Beta Tauridas, una lluvia de meteoritos anual con una actividad máxima alrededor del 28 al 29 de junio. El evento de Tunguska coincidió con la actividad máxima de esa lluvia, y la trayectoria aproximada del objeto de Tunguska es consistente con lo que se esperaría de un fragmento del cometa Encke. Ahora se sabe que cuerpos de este tipo explotan a intervalos frecuentes de decenas a cientos de kilómetros sobre el suelo. Los satélites militares han estado observando estas explosiones durante décadas. Durante 2019, los astrónomos buscaron asteroides hipotéticos de alrededor de 100 metros de diámetro del enjambre Taurid entre el 5 y el 11 de julio, y del 21 de julio al 10 de agosto. Sin embargo, a partir de febrero de 2020, no ha habido informes de descubrimientos de tales objetos.
En 1983, el astrónomo Zdeněk Sekanina publicó un artículo criticando la hipótesis del cometa. Señaló que un cuerpo compuesto de material cometario, viajando a través de la atmósfera a lo largo de una trayectoria tan superficial, debería haberse desintegrado, mientras que el cuerpo de Tunguska aparentemente permaneció intacto en la atmósfera inferior. Sekanina argumentó que la evidencia apuntaba a un objeto denso y rocoso, probablemente de origen asteroide. Esta hipótesis aumentó aún más en 2001, cuando Farinella, Foschini, et al. lanzó un estudio que calcula las probabilidades basadas en modelos orbitales extraídos de las trayectorias atmosféricas del objeto de Tunguska. Concluyeron con una probabilidad del 83% de que el objeto se movió en un camino asteroide que se originó en el cinturón de asteroides, en lugar de en un cometario (probabilidad del 17%). Los defensores de la hipótesis del cometa han sugerido que el objeto era un cometa extinto con un manto pedregoso que le permitió penetrar en la atmósfera.
La principal dificultad en la hipótesis del asteroide es que un objeto pedregoso debería haber producido un gran cráter donde golpeó el suelo, pero no se ha encontrado dicho cráter. Se ha planteado la hipótesis de que el paso del asteroide a través de la atmósfera causó presiones y temperaturas que se acumularon hasta un punto donde el asteroide se desintegró abruptamente en una gran explosión. La destrucción tendría que haber sido tan completa que no sobrevivieron restos de tamaño sustancial, y el material dispersado en la atmósfera superior durante la explosión habría causado el resplandor del cielo. Los modelos publicados en 1993 sugirieron que el cuerpo pedregoso tendría unos 60 metros de diámetro, con propiedades físicas en algún lugar entre una condrita ordinaria y una condrita carbonácea.
Christopher Chyba y otros han propuesto un proceso mediante el cual un meteorito pedregoso podría haber exhibido el comportamiento del impacto de Tunguska. Sus modelos muestran que cuando las fuerzas que se oponen al descenso de un cuerpo se vuelven mayores que la fuerza cohesiva que lo mantiene unido, se desintegra y libera casi toda su energía a la vez. El resultado no es un cráter, con daños distribuidos en un radio bastante amplio, y todo el daño resultante de la energía térmica liberada en la explosión.
El modelado numérico tridimensional del impacto de Tunguska realizado por Utyuzhnikov y Rudenko en 2008 apoya la hipótesis del cometa. Según sus resultados, la materia del cometa se dispersó en la atmósfera, mientras que la destrucción del bosque fue causada por la onda de choque.
Durante la década de 1990, investigadores italianos, coordinados por el físico Giuseppe Longo de la Universidad de Bolonia, extrajeron resina del núcleo de los árboles en el área de impacto para examinar las partículas atrapadas que estuvieron presentes durante el evento de 1908. Encontraron altos niveles de material que se encuentran comúnmente en los asteroides rocosos y rara vez se encuentran en los cometas.
Kelly et al. (2009) sostienen que el impacto fue causado por un cometa debido a los avistamientos de nubes noctilucentes después del impacto, un fenómeno causado por grandes cantidades de vapor de agua en la atmósfera superior. Compararon el fenómeno de las nubes noctilucentes con la columna de escape del transbordador espacial Endeavour de la NASA. En 2013, el análisis de fragmentos del sitio de Tunguska por un equipo conjunto de Estados Unidos y Europa fue consistente con un meteorito de hierro.
El evento del bólido de Cheliábinsk de febrero de 2013 proporcionó amplios datos para que los científicos creen nuevos modelos para el evento Tunguska. Los investigadores utilizaron datos de Tunguska y Cheliábinsk para realizar un estudio estadístico de más de 50 millones de combinaciones de propiedades de bólidos y entradas que podrían producir daños a escala de Tunguska al romperse o explotar a altitudes similares. Algunos modelos se centraron en combinaciones de propiedades que crearon escenarios con efectos similares al patrón de caída de los árboles, así como a las ondas de presión atmosférica y sísmica de Tunguska. Cuatro modelos de computadora diferentes produjeron resultados similares; Llegaron a la conclusión de que el candidato más probable para el impactador Tunguska era un cuerpo pedregoso de entre 50 y 80 m de diámetro, que ingresaba a la atmósfera a aproximadamente 55 000 km/h, explotaba a una altitud de 10 a 14 km y liberaba energía explosiva equivalente a entre 10 y 30 megatones. Esto es similar al equivalente de energía de explosión de la erupción volcánica de 1980 del Monte St. Helens. Los investigadores también concluyeron que los impactadores de este tamaño solo golpean la Tierra en una escala de intervalo promedio de milenios.

#### Lago Cheko
En junio de 2007, científicos de la Universidad de Bolonia identificaron un lago en la región de Tunguska como un posible cráter de impacto del evento. No discuten que el cuerpo de Tunguska explotó en el aire, pero creen que un fragmento de 10 metros sobrevivió a la explosión y golpeó el suelo. El lago Cheko es un pequeño lago en forma de cuenco, aproximadamente a 8 km al norte-noroeste del hipocentro.
La hipótesis ha sido disputada por otros especialistas en cráteres de impacto. Una investigación de 1961 había descartado un origen moderno del lago Cheko, diciendo que la presencia de depósitos de limo de un metro de espesor en el lecho del lago sugiere una edad de al menos 5 000 años, pero investigaciones más recientes sugieren que solo un metro más o menos de la capa de sedimento en el lecho del lago hay "sedimentación lacustre normal", una profundidad consistente con una edad de aproximadamente 100 años. Los sondeos de eco acústico del fondo del lago apoyan la hipótesis de que el lago fue formado por el evento Tunguska. Los sondeos revelaron una forma cónica para el lecho del lago, que es consistente con un cráter de impacto. Las lecturas magnéticas indican un posible trozo de roca del tamaño de un metro debajo del punto más profundo del lago que puede ser un fragmento del cuerpo en colisión. Finalmente, el eje largo del lago apunta al hipocentro de la explosión de Tunguska, a unos 7 km de distancia. Todavía se está trabajando en el lago Cheko para determinar sus orígenes.
Los puntos principales del estudio son que:

Cheko, un pequeño lago ubicado en Siberia cerca del epicentro [sic] de la explosión de Tunguska de 1908, podría llenar un cráter dejado por el impacto de un fragmento de un cuerpo cósmico. Los núcleos de sedimentos del fondo del lago fueron estudiados para apoyar o rechazar esta hipótesis. Un núcleo de 175 centímetros de largo, recogido cerca del centro del lago, consiste en una c superior. Secuencia de 1 metro de espesor de depósitos lacustres superpuestos de material caótico más grueso. 210Pb y 137Cs indican que la transición de la secuencia inferior a la superior se produjo cerca del momento del evento de Tunguska. El análisis de polen revela que los restos de plantas acuáticas son abundantes en la secuencia superior posterior a 1908 pero están ausentes en la porción inferior del núcleo anterior a 1908. Estos resultados, incluidos los datos orgánicos de C, N and δ13C sugieren que el lago Cheko se formó en el momento del evento Tunguska.

En 2017, una nueva investigación realizada por científicos rusos señaló un rechazo de la teoría de que el lago Cheko fue creado por el evento Tunguska. Utilizaron la investigación del suelo para demostrar que el lago tiene 280 años o incluso mucho más; en cualquier caso claramente más antiguo que el evento Tunguska.

### Hipótesis geofísicas
Aunque el consenso científico es que la explosión de Tunguska fue causada por el impacto de un pequeño asteroide, hay algunos disidentes. El astrofísico Wolfgang Kundt propuso que el evento de Tunguska fue causado por la liberación y posterior explosión de 10 millones de toneladas de gas natural desde el interior de la corteza terrestre. La idea básica es que el gas natural se filtró de la corteza y luego se elevó a su altura de igual densidad en la atmósfera; a partir de ahí, se desplazó a favor del viento, en una especie de mecha, que finalmente encontró una fuente de ignición como un rayo. Una vez que se encendió el gas, el fuego se extendió a lo largo de la mecha, y luego hasta la fuente de la fuga en el suelo, con lo que hubo una explosión.
La hipótesis similar de la erupción de Verne (por Julio Verne y su De la Tierra a la Luna) también se ha propuesto como una posible causa del evento de Tunguska. Otra investigación ha apoyado un mecanismo geofísico para el evento.

### Hipótesis: cuerpo de hierro
Basándose en los ensayos explicativos existentes, el equipo de la Royal Astronomical Society [] combinó tres de las explicaciones formuladas a la actualidad aplicando un modelo matemático. Así la hipótesis planteada por los investigadores rusos en los años 1970, esto es, que el bólido fuese una masa de hielo, fue sencilla de descartar debido al calor generado por la velocidad requerida (en función de la trayectoria del cuerpo), habría derretido completamente al objeto antes de alcanzar la distancia que las observaciones señalan que cubrió.
La explicación ensayada señalando al meteorito como objeto rocoso tampoco resultó satisfactoria en virtud de que cuando este ingresa el aire y a través de pequeñas fracturas en su corteza, ocasiona una acumulación de presión en mérito a la alta velocidad de la travesía estelar. Desechadas las explicaciones precedentes, cobra fuerza la teoría de que el objeto celeste fuera un asteroide de hierro, mucho más resistentes a la fragmentación que los rocosos.
La explicación del fenómeno de Tunguska como cuerpo de hierro encuentra justificación en evidencias objetivas que el equipo de investigación consideró al tiempo de elaborar esta hipótesis. Así, la falta de cráter del impacto, en mérito que el meteorito sobrevolaría el epicentro de la explosión pero sin llegar a tener contacto con la superficie terrestre. O la ausencia de restos de metálicos que darían cuenta de la altísima velocidad de trayectoria y la elevada temperatura del mismo. Esta interpretación del evento celeste, también explica los efectos ópticos vinculados a la densa nube de polvo en los estratos más altos de la atmósfera de Europa, que originaron una intensa luminosidad en el cielo nocturno.
Los hombres de ciencia plantean en sus conclusiones, entonces, que se trataría de un meteorito de hierro, con un diámetro entre 100 y 200 metros, una velocidad de tránsito no menor a 11,2 kilómetros por segundo ni una altitud menor a 11 kilómetros. La distancia recorrida oscilaría en unos 3000 kilómetros a través de la atmósfera.

##### Limitaciones a la hipótesis
El equipo de la Royal Astronomical Society reporta que su investigación, aunque verosímil, presenta algunas limitaciones que confían se resolverán en el futuro. Si bien no se profundizó en el problema de la formación de una onda de choque, las comparaciones con el meteorito de Cheliábinsk proveen elementos para pensar en un evento similar en Tunguska. La explicación de que el meteorito fuese un gran cuerpo de hierro atravesando la atmósfera deberá ser debatida por la comunidad científica. No obstante, el aporte a las ciencias celestes, puede que arroje luz al misterio que lleva más de un siglo de estudios y cuestionamientos.

## Casos similares
El bólido de Tunguska no es el único ejemplo de un enorme caso de explosión no observado. Por ejemplo, el evento del río Curuçá de 1930 en Brasil pudo haber sido una explosión de un superbólido que no dejó evidencia clara de un cráter de impacto. Los desarrollos modernos en la detección de infrasonidos por la Organización del Tratado de Prohibición Completa de los Ensayos Nucleares y la tecnología satelital de infrarrojos DSP han reducido la probabilidad de ráfagas de aire no detectadas.
El 15 de febrero de 2013 se produjo una explosión de aire más pequeña en un área poblada, en Cheliábinsk, en el distrito de los Urales, en Rusia. Se determinó que el meteoroide en explosión era un asteroide que medía unos 17-20 metros de diámetro, con una masa inicial estimada de 11 000 toneladas y que explotó con una liberación de energía de aproximadamente 500 kilotones. El estallido de aire provocó más de 1 200 heridos, principalmente por vidrios rotos que cayeron de las ventanas destrozadas por su onda expansiva.

## El bólido Tunguska en la cultura popular
- En la película Ghostbusters, tras el estallido interdimensional que impide el ingreso de Gozer a Nueva York, Ray Stantz le dice al abogado Tully: «¡Ha presenciado el mayor choque interdimensional desde el evento Tunguska en 1909!».
- En Hellboy, Grigori Rasputín utiliza un monolito que fue extraído tras su colapso en Tunguska y que, según Rasputín, fue enviado por los Ogdru Jahad (los siete demonios del Caos) para facilitar su ingreso a la Tierra.
- En Star Trek: la serie original, capítulo "That Which Survives", el Sr. Sulu recuerda el Bólido Tunguska como una explicación para un evento similar que acaban de vivir, a lo que Kirk responde: «Si hubiera querido una lección de historia rusa hubiera traído a Chekov».
- En la serie The X-Files los rusos descubrieron la existencia y planes de los Colonizadores tras el choque de una de sus naves en Tunguska, mediante la cual también obtuvieron el "aceite negro".
- En el álbum The Bermuda Triangle de Isao Tomita, la pista N°10 se titula "The Dazzling Bright Cylindrical Object Which Had Crashed Into Tunguska, Siberia"; es una reinterpretación en sintetizadores de una parte del 1.er movimiento de la Sinfonía N°6 de Serguéi Prokófiev.
- En el video musical del grupo Metallica, All Nightmare Long extraído del álbum Death Magnetic (2008) la URSS utiliza una de las esporas de un organismo encontrado en Tunguska para revivir tejidos u organismos, convirtiéndolos en zombis, ocasionalmente con mutaciones.
- En el videojuego Call of Duty World at War en el mapa Shi No Numa del modo Nazi zombis se pueden encontrar unas grabaciones con coordenadas al sitio de la explosión del bólido de Tunguska y en una cabaña se encuentra escrita la palabra TUNGUSKA.
- En el videojuego Assassin's Creed se sugiere en un correo electrónico que el evento fue provocado por una célula de los Assassin al intentar destruir uno de los artefactos. En la secuela se vuelve a mencionar el evento en uno de los glifos; y se lo menciona por última vez en el cómic Assassin's Creed: The Fall, donde el asesino ruso Nikolai Orelov participa directamente en el evento meteorológico de Tunguska.
- En el videojuego Destroy all Human 2 la tercera ciudad a visitar es Tunguska donde se descubrirá que los enemigos principales del juego son una raza extraterrestre que llegó a la tierra estrellándose en Tunguska en 1908, haciendo clara referencia a este hecho.
- En el cómic RASL de Jeff Smith, el bólido Tunguska se asocia directamente al científico Nikola Tesla, como parte de la teoría de flujos energéticos que aparece en el cómic.
- En el videojuego Secret Files of Tunguska.
- En los videojuegos Crysis, Crysis Warhead, Crysis 2 y Crysis 3, además de la novela Crysis Legion, se documenta una expedición a Tunguska con el objetivo de investigar dicho evento acaba en el descubrimiento de tecnologías alienígenas (denominadas "Nanosystems") y con el posterior desarrollo de la fibra sintética "CryFibril NanoWeave" y el "CryNet NanoSuit", compuesto de dicha fibra.
- En el tráiler del videojuego Resistance 2 llamado: historia, mencionan el bólido de Tunguska a causa del cual el virus Quimera llega a la tierra.
- En la novela Operación Hagen, su autor Felipe Botaya, cuenta una historia ambientada en el proyecto nuclear nazi, y describe la explosión de Tunguska como la prueba de un estallido nuclear, cuyo fin era lanzar un avión con una bomba que cruzara el Atlántico, y la hiciera caer en la ciudad de Nueva York.
- En la novela Astronautas de Stanisław Lem, en la introducción del libro se describe el acontecimiento del meteorito de Tunguska y la subsiguiente expedición de Leonid Kulik, y se baraja la hipótesis de que fuera originado por la colisión de una astronave.
- En Ultimate Nightmare, una transmisión altera los sistemas de comunicación mundiales, llenando los televisores y ordenadores de imágenes de muerte y destrucción, que llevan a miles de personas a suicidarse. Dicha transmisión se difunde por el plano psíquico, lo cual atrae la atención de SHIELD y Charles Xavier. Ambos rastrean la fuente hasta el páramo de Tunguska, en Rusia, lugar donde ocurrió una gran explosión hace un siglo.
- En el cómic Invincible Iron Man Vol 1 #13, Tony Stark viaja a una base que tiene en Tunguska, que compró después de la Guerra Fría. Según J.A.R.V.I.S., «El Sr. Stark siempre se sintió seducido por eso», en referencia al bólido de Tunguska.
- En el videojuego Empires Dawn of the Modern World Rusia, o la URSS posee el poder especial para lanzar el meteoro de Tunguska sobre el enemigo.
- En el cómic Uncanny Inhumans #0, Black Bolt llega a la fortaleza de Kang el Conquistador, y lanza un grito sonico, el cual es desplazado en el tiempo por Kang hacia Tunguska, sugiriendo que el grito es el responsable del fenómeno ocurrido.
- En el décimo episodio de la octava temporada moderna de la serie británica Doctor Who, titulado "En el bosque nocturno", un bosque gigante cubre toda la superficie de la Tierra en una sola noche salvando al planeta de una tormenta solar que se aproxima. El Doctor sugiere que esto fue lo que salvó el planeta cuando se produjo la explosión de Tunguska.
- En la segunda estrofa de la canción «Yo no quiero volver» del disco Conducción, de la banda chilena Ases Falsos.[82]
- El videojuego Borderlands 2 existe un lanzacohetes llamado "Tunguska" como una de las armas más poderosas del juego. En su descripción se puede leer "Dividirá el cielo en dos".
- En el libro El hogar de Miss Peregrine para niños peculiares se dice que "hace algunos años, a comienzos del siglo pasado, surgió una facción fragmentada entre los peculiares, una camarilla de peculiares descontentos con ideas peligrosas. Creían haber descubierto un método por el cual la función de los bucles de tiempo podía pervertirse para conferir al usuario una especie de inmortalidad; no solo la suspensión del envejecimiento, sino su reversión. Hablaron de la eterna juventud disfrutada fuera de los confines de los bucles, de saltar de un lado a otro del futuro al pasado con impunidad, sin sufrir ninguno de los efectos negativos que siempre han evitado tal imprudencia. El experimento causó una explosión catastrófica que sacudió las ventanas hasta las Azores. Cualquiera dentro de quinientos kilómetros seguramente pensó que era el fin del mundo". También se dice que el «Experimento de 1908», también conocido como el «Infame evento de 1908», se realizó en el verano de 1908 en un bucle en Siberia, según: https://thepeculiarchildren.fandom.com/wiki/Experiment_of_1908
- En el videojuego Call of Duty: Black Ops en el modo Zombis, el mapa Call of the Dead está situado en el río Tunguska.
- En el cómic precuela de Transformers: el lado oscuro de la luna, este evento realmente fue a causa de Shockwave y Driller que se estrellaron en el lugar en 1908, no por un Bólido.